# Trigger Warning
Trigger Warning és una pel·lícula de thriller d'acció estatunidenca de 2024 dirigida per Mouly Surya en el seu debut cinematogràfic en anglès, i escrita per John Brancato, Josh Olson i Halley Gross. Produïda per Thunder Road Films i Lady Spitfire, la pel·lícula és protagonitzada per Jessica Alba i Anthony Michael Hall. La pel·lícula segueix una hàbil oficial de les Forces Especials que es converteix en propietària del bar del seu pare poc després de la seva mort, i aviat s'enfronta amb la banda violenta que corre a la seva ciutat natal. S'ha subtitulat al català.
Thunder Road Films va adquirir el guió especulatiu de Trigger Warning per primera vegada el juny de 2016. Es va descriure com un encreuament dirigit per dones entre Acorralat i John Wick. Més tard, Netflix va adquirir la pel·lícula el maig del 2020. El setembre de 2021 es van anunciar diversos càstings, i el rodatge es va produir a Nou Mèxic. Enis Rotthoff va compondre'n la base sonora.
Trigger Warning es va estrenar a Netflix el 21 de juny de 2024. La pel·lícula va rebre crítiques negatives.